# Anthony Adverse
Anthony Adverse es una épica película estadounidense de época de 1936, dirigida por Mervyn LeRoy y protagonizada por Fredric March y Olivia de Havilland. Basada en la primera parte de la novela Anthony Adverse de Hervey Allen, guionizada por Sheridan Gibney, la película narra la historia de un huérfano al que la deuda que siente hacia el hombre que le ha criado amenaza con separarle por siempre de la mujer que ama. La película recibió 4 Premios de la Academia, entre ellos el primer premio a la mejor actriz de reparto, que recayó sobre Gale Sondergaard por su papel como Faith Paleologus.

## Argumento
En 1773, la joven belleza inglesa Maria Bonnyfeather (Anita Louise) es la nueva prometida del cruel y retorcido noble español, el Marqués Don Luis (Claude Rains). Sin embargo, Maria queda embarazada de Denis Moore (Louis Hayward), el hombre al que realmente amaba antes de verse forzada a casarse con Don Luis. Después de que el Marqués se entere de la relación de su mujer, Don Luis se la lleva por toda Europa para evitar que Denis la encuentre, pero finalmente los localiza en una posada, donde Don Luis traicioneramente le mata durante un duelo a espada.
Meses después, Maria muere al dar a luz a su hijo en un chalé de los Alpes, en el norte de Italia. Don Luis abandona al niño en la puerta de un convento cerca de la ciudad de Livorno, donde las monjas, tras encontrarlo, le dan el nombre de Anthony ya que fue encontrado el día 17 de enero, festividad de San Antonio Abad. Don Luis miente al padre de Maria, un rico mercader ubicado en Livorno y llamado John Bonnyfeather (Edmund Gwenn), diciéndole que el niño también murió durante el parto. Diez años más tarde, de manera completamente casual, Anthony (Billy Mauch) comienza a ejercer como aprendiz de Bonnyfeather, su abuelo, quien descubre su relación con el chico pero lo mantiene en secreto ante él. Le otorga al chico el apellido Adverse sabiendo de la difícil vida que ha llevado hasta entonces.
Ya adulto, Anthony (Fredric March) se enamora de Angela Giuseppe (Olivia de Havilland), la hija del cocinero, y la pareja se casa. Poco después de la ceremonia, Bonnyfeather le pide a Anthony que parta para La Habana para salvar su fortuna de Bonnyfeather de un deudor rezagado, la firma comercializadora Gallego & Sons. El día en que se supone que su barco va a zarpar, Anthony y Angela se deben encontrar en el convento antes de partir juntos, pero ella llega primero y él se retrasa. Incapaz de esperar más, ella deja una nota fuera del convento para informarle que se va a Roma con su compañía de ópera. Pero la nota que Angela deja a Anthony es arrancada, y él no llega a conocer que ella se va a Roma. Confundido y molesto, parte en el barco sin ella. Mientras tanto, suponiendo que la ha abandonado, ella se va y continúa su carrera como cantante de ópera.
Al saber que Gallego abandonó La Habana, Anthony opta por tomar el control del único activo restante de Gallego & Sons: una trata de esclavos en el Río Pongo, en África. Tres años en la trata de esclavos (tiempo que necesita para recuperar la deuda de Bonnyfeather) lo corrompe y lleva a la esclava Neleta a su cama. Anthony finalmente es redimido por su amistad con el hermano François (Pedro de Córdoba). Después de que el monje es crucificado y asesinado por los nativos, Anthony regresa a Italia para encontrar que Bonnyfeather ha muerto. Su ama de llaves, Faith Paleologus (Gale Sondergaard) (conspiradora junto a Don Luis desde hace mucho tiempo y ahora su esposa), ha heredado la fortuna de Bonnyfeather. Anthony llega a París para rectificar la situación y reclamar su herencia.
En París, Anthony se reúne con su amigo, el prominente banquero Vincent Nolte ( Donald Woods), a quien salva de la bancarrota dándole su fortuna, tras haber aprendido del hermano François que "hay algo más después del dinero y el poder". A través de la intercesión del impresario Debrulle (Ralph Morgan), Anthony encuentra a Angela y descubre que le dio un hijo. Su esposa no revela que ella es ahora Mademoiselle Georges, una famosa estrella de la ópera y la amante de Napoleon Bonaparte. Cuando Anthony descubre su secreto, ella le envía a su hijo, indicando que es más adecuado para criar al niño. Anthony parte para Estados Unidos con su hijo, Anthony Jr. (Scotty Beckett), en busca de una vida mejor.

## Reparto
- Fredric March como Anthony Adverse.
- Olivia de Havilland como Angela Giuseppe.
- Donald Woods como Vincent Nolte.
- Anita Louise como Maria.
- Edmund Gwenn como John Bonnyfeather.
- Claude Rains como el Marqués Don Luis.
- Louis Hayward como Denis Moore.
- Gale Sondergaard como Faith Paleologus.
- Steffi Duna como Neleta.
- Billy Mauch como Anthony Adverse (a los 10 años).
- Akim Tamiroff como Carlo Cibo.
- Ralph Morgan como Debrulle.
- Henry O'Neill como el Padre Xavier.
- Pedro de Córdoba como el Hermano François.
- Alma Lloyd como Florence Udney (adulto).
- Anne Howard como Angela de niña (no acreditada).

## Producción
Entre las elecciones originales para los papeles principales se encontraban Robert Donat, Leslie Howard y George Brent.
Errol Flynn iba a acompañar a Fredric March, pero Flynn se hizo tan popular entre los aficionados al cine después de su actuación en El capitán Blood en 1935 que, en cambio, le dieron el papel principal al año siguiente en La carga de la Brigada Ligera.
Billy Mauch interpreta al joven Anthony Adverse en las primeras escenas. Warner Bros. descubrió que Mauch tenía un hermano genelo, y también lo contrató. Les dieron a ambos un papel protagonista en El príncipe y el mendigo (The Prince and the Pauper, 1937).

## Recepción
La película tiene una calificación de 13% en Rotten Tomatoes, lo que es la puntuación más baja de cualquier película nominada al Óscar a la mejor película en el sitio web; sin embargo, Rotten Tomatoes contiene solo ocho revisiones, por lo que la puntuación citada refleja solo una muestra relativamente pequeña de críticas.
En su revisión de 1936, el crítico del diario The New York Times, Frank S. Nugent, publicaba que no le gustaba nada la "gigantesca película de Warner":

«Hablando por nosotros mismos, nos pareció una película voluminosa, divagatoria e indecisa que no solo se ha tomado libertades con el guion original, sino con su espíritu... A pesar de su extensión, la novela era coherente y bien redondeada. La mayor parte de su calidad picaresca se ha perdido en la versión de la pantalla; su filosofía es vaga, su caracterización borrosa y su historia tan vagamente tejida y episódica que su narración parece interminable. Hace unos años dedicamos la mayor parte de un fin de semana a la lectura del pequeño folleto del Sr. Allen y lo disfrutamos. Ayer solo pasamos algo de más de dos horas viendo su progreso en la pantalla y nos retorcimos como un niño pequeño en la escuela dominical.»

Variety lo describió como «un poco agitado» y «un poco largo»; pero la popular revista elogió la actuación de Fredric March, y agregó que era «una elección acertada, desempeñando el papel al límite». The Film Daily escribió que «Anthony Adverse se ubica fácilmente entre las principales películas del cine hablado» y proclamó a las interpretaciones «sin defectos». "No creo que el señor March haya hecho un trabajo mejor que este", apuntó John Mosher es una crítica positiva para The New Yorker.
La película fue nombrada una de las diez mejores del año por part del National Board of Review y ocupó el octavo lugar en la encuesta anual de críticos de la revista The Film Daily. Sin embargo, en una revisión posterior, el reverendo Austin Spencer también encontró inadecuada la adaptación cinematográfica, comparada con la novela, especialmente en su descripción de los desafíos personales que enfrentó el protagonista de la historia:

«En el libro tal como está escrito y publicado, la vida de Anthony Adverse tenía una clara intención de ser tanto un viaje espiritual como físico. Coincidiendo con su nombre, atraviesa una gran adversidad para emerger como un hombre mejor, renunciando a las posesiones materiales en general y a la posesión de esclavos en particular, y aspirando con mayor éxito a emular al santo y martirizado Hermano François. En la película, todo esto fue cortado y amputado cortando la trama del libro en el medio. El Anthony Adverse de la película, de hecho, se ve privado de la redención espiritual que su creador literario tenía para él. Posiblemente esto se debió simplemente al hecho de que una película de duración normal no podía acomodar tantas aventuras y cambios de fortuna en tres continentes. Pero tengo la sospecha de que algunos cineastas consideraban que "demasiado cristianismo" ponía en peligro el éxito de taquilla de una película. De todos modos, recomiendo encarecidamente a cualquiera que vea la película que también lea el libro y descubra por sí mismo lo que se perdieron.»

El crítico cinematográfico Leonard Maltin le dio a la película un puntuación positiva de 3,5 estrellas sobre un total de 4, y elogió su "emocionante banda sonora".

## Premios Óscar
Premios
- Mejor actriz de reparto: Gale Sondergaard
- Mejor fotografía: Gaetano Gaudio
- Mejor montaje: Ralph Dawson
- Mejor orquestación: Departamento de música de Warner Bros. y Leo Forbstein, director del departamento (Música de Erich Wolfgang Korngold)

Nominaciones
- Producción sobresaliente: Warner Bros.
- Mejor asistente de dirección: William Cannon
- Mejor dirección de arte: Anton Grot

## En la cultura popular
La leyenda de la pantalla Tony Curtis (1925-2010), que nació con el nombre de Bernard Schwartz, adoptó su nombre artístico por el personaje principal; la novela de la que se adaptó esta película era la favorita del actor. Curtis, que saltó a la fama con su papel en Houdini como el legendario ilusionista, fue enterrado con un sombrero Stetson, una bufanda Armani, guantes de conducir, un iPhone y una copia de su novela favorita, Anthony Adverse.
La novela Anthony Adverse de Hervey Allan fue incluida en la lista de los 100 libros más destacados entre 1924 y 1944 realizada por la revista Life Magazine.